# Raymond Lavigne (syndicaliste)
Pour les articles homonymes, voir Raymond Lavigne.
Raymond Lavigne, né le 17 février 1851, à Bordeaux et mort dans la même commune le 24 février 1930, était un militant politique et syndicaliste bordelais.

## Biographie
Raymond Lavigne créa des syndicats clandestins avant la loi de 1884, qui les autorisait pour la première fois en France et a fédéré le mouvement ouvrier en Gironde.
Il fut un des dirigeants de la Fédération nationale des syndicats.
Le 20 juillet 1889, la IIe Internationale socialiste, réunie à Paris pour le centenaire de la Révolution française et l’exposition universelle, décide, sur une proposition de Raymond Lavigne, de faire de chaque 1er mai une journée de manifestation avec pour objectif la réduction de la journée de travail à huit heures (soit 48 heures hebdomadaires, le dimanche seul étant chômé).
Socialiste disciple de Jules Guesde, il fut le secrétaire de la fédération girondine du Parti ouvrier français. Il se retire de la vie politique en 1902.
Raymond Lavigne se marie en 1872 avec Marguerite Joffre. Ils ont deux enfants, dont le militant Alexandre Lavigne.